# 納拉延普爾縣
納拉延普爾縣是印度的一個縣，位於該國中部，由恰蒂斯加爾邦負責管轄，面積7,010平方公里，識字率為49.59%，2011年人口140,206，人口密度每平方公里20人。

## 外部連結
- （页面存档备份，存于） List of places in Narayanpur

19°43′N 81°15′E / 19.717°N 81.250°E